# Tân Xuyên (phường)
Tân Xuyên là một phường thuộc thành phố Cà Mau, tỉnh Cà Mau, Việt Nam.

## Địa lý
Phường Tân Xuyên nằm ở phía đông bắc thành phố Cà Mau, có vị trí địa lý:
- Phía đông giáp phường Tân Thành
- Phía tây giáp Phường 1 và huyện Thới Bình
- Phía nam giáp Phường 2 và Phường 9
- Phía bắc giáp xã An Xuyên.

Phường Tân Xuyên có diện tích 20,70 km², dân số năm 2022 là 9.838 người, mật độ dân số đạt 475 người/km².

## Lịch sử
Ngày 4 tháng 6 năm 2009, Chính phủ ban hành Nghị quyết số 24/NQ-CP về việc thành lập phường Tân Xuyên thuộc thành phố Cà Mau trên cơ sở điều chỉnh 1.887,50 ha diện tích tự nhiên và 6.261 nhân khẩu của xã An Xuyên.
Tính đến ngày 31 tháng 12 năm 2022, phường Tân Xuyên có 20,43 km² diện tích tự nhiên, quy mô dân số là 9.692 người và 5 khóm: 1, 2, 3, 4, 5.
Ngày 24 tháng 10 năm 2024, Ủy ban Thường vụ Quốc hội ban hành Nghị quyết số 1252/NQ-UBTVQH15 về việc sắp xếp đơn vị hành chính cấp xã của tỉnh Cà Mau giai đoạn 2023 – 2025 (nghị quyết có hiệu lực từ ngày 1 tháng 12 năm 2024). Theo đó sáp nhập 0,27 km² diện tích tự nhiên và quy mô dân số 146 người còn lại của Phường 4 vào phường Tân Xuyên.
Phường Tân Xuyên có 20,70 km² diện tích tự nhiên và quy mô dân số là 9.838 người.